# Mirila
Mirila – wieś w Rumunii, w okręgu Aluta, w gminie Bobicești. W 2011 roku liczyła 666 mieszkańców.